# Šurany
Šurany (maďarsky Nagysurány, německy Schuran) jsou město na Slovensku, v Nitranském kraji v okrese Nové Zámky. Ve městě žije přibližně 9 100 obyvatel.

## Historie
První písemná zmínka o Šuranech je z roku 1138.

## Poloha
Město leží v Podunajské rovině, na březích řek Nitra a Malá Nitra, deset kilometrů severně od Nových Zámků a třicet kilometrů jižně od Nitry. Ve správním území města leží přírodní rezervace Čierna voda, Veľký les, chráněný areál Šurianske slaniská a zasahuje do něj ptačí oblast Dolní Pováží.

## Doprava
Přes Šurany vedou tratě Nové Zámky – Prievidza a Nové Zámky – Zvolen. Je zde železniční spojka Palárikovo–Šurany. Okolo Šuran vede evropská silnice E64, na kterou se napojuje silnice II/580 vedoucí přes Šurany.